# Église de la Réconciliation de Leipzig
L'église de la Réconciliation (Versöhnungskirche) est une église luthérienne de la ville allemande de Leipzig, dans le quartier de Gohlis.
Il constitue un exemple important de l'architecture ecclésiale moderne.

## Histoire
L'église a été construite de 1930 à 1932 selon un projet de Hans Heinrich Grotjahn dans le style architectural appelé « nouvelle objectivité ».

## Caractéristiques
Il s'agit d'un bâtiment à structure porteuse en béton armé, à nef unique sans piliers intérieurs. Au-dessus se trouvent les tribunes qui abritent l'orgue.
Du côté ouest se dresse le clocher-tour de 39 mètres de haut. En raison des conditions du site, l'orientation habituelle du chœur vers l'est a été abandonnée lors de la construction de l'église. L'église est donc orientée sud-nord.
La façade est entièrement blanche. La forme objective et fonctionnelle, la tour frappante avec des bandes de fenêtres verticales et la fenêtre en forme de croix dans la zone d'entrée ont conduit à partir de 1933 à des attaques des dirigeants nationaux-socialistes contre le conseil de l'église en raison d'un art prétendument dégénéré. Cette critique faisait également référence au mobilier liturgique par les artistes Max Alfred Brumme, Odo Tattenpach et Curt Metze.